# リカルド・ノルドローク

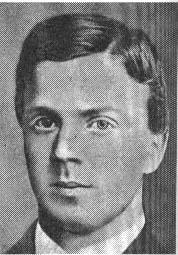
リカルド・ノルドローク

リカール・ノールローク（Rikard Nordraak, 1842年6月12日 クリスチャニア（現オスロ） – 1866年3月20日）は、ノルウェー国民楽派の作曲家。ノルウェー国歌《我らこの国を愛す》の作曲者として名を遺している。日本では、一般にリカルド・ノルドロークとして知られている。
少年時代より顕著な楽才を発揮するも、当時の他の多くの芸術家に同じく、別の進路に進むことを計画していた。実業界入りするつもりで15歳でコペンハーゲンの商業学校に進む。しかしながら音楽への関心が上回ると、商業を学ぶ代わりに音楽を学び、1859年に進んだ指導を求めてベルリンに留学する。半年後に帰国してクリスチャニアで学業を続け、1859年から1860年の冬季に処女作を作曲する。1861年にベルリンに戻ると2年間同地に留まり、勉強を続けた。
作品1と記された歌曲集（1863年出版）には、 ビョルンスティエルネ・ビョルンソンの詩による6つの歌曲が含まれている。1864年には、後にノルウェーの国歌となった《われらこの国を愛す》を作曲した。
その後はビョルンソンの戯曲『スコットランドのメアリー・ステュアート』のために付随音楽を作曲し、ビョルンソンやヨーナス・リーの詩による歌曲集《5つのノルウェーの詩》作品2を発表した。後者はノルドロークの生前に出版された最後の作品の一つである。1865年に再びベルリンに留学するが、10月に結核に襲われ、翌春に23歳にして夭折した。その生涯の一部はミュージカル『ノルウェーの歌』に描かれている。
ノルドロークは作曲活動を続けるには余りにもはかない一生であった。約40曲のうち、ほとんどが歌曲や男声合唱曲、ピアノ曲などの小品である。その中で最も長い作品は、没後にエドヴァルド・グリーグによって作品3として発表されたピアノ独奏曲《スケルツォ・カプリッチョ》である。この曲は、ノルウェーの民族音楽の特徴（スロッテルに特徴的なリズムとハーディングフェーレに特徴的な不協和音）を用いた一種のロンドである。しかし主題の素材は民謡とはかかわりがない。
ノルウェー音楽史にとってノルドロークの主な貢献は、情熱的な愛国心と民族音楽に寄せる深い愛着によって、例えばグリーグのような同時代の作曲家を触発したことにある。ノルドロークはグリーグとコペンハーゲンで出逢い、意気投合した。グリーグはノルドロークの訃報を知らされると、《リカルド・ノルドローク追悼の葬送行進曲》を作曲した。